# Communauté de communes du Gévaudan
Die Communauté de communes du Gévaudan ist ein französischer Gemeindeverband mit der Rechtsform einer Communauté de communes im Département Lozère in der Region Okzitanien. Sie wurde am 30. Dezember 2003 gegründet und umfasst zwölf Gemeinden. Der Verwaltungssitz befindet sich im Ort Marvejols.

## Mitgliedsgemeinden
| Gemeinde                           | Einwohner 1. Januar 2022 | Fläche km² | Dichte Einw./km² | Code INSEE | Postleitzahl |
| ---------------------------------- | ------------------------ | ---------- | ---------------- | ---------- | ------------ |
| Antrenas                           | 330                      | 17,55      | 19               | 48005      | 48100        |
| Bourgs sur Colagne                 | 2.077                    | 53,09      | 39               | 48099      | 48100        |
| Gabrias                            | 159                      | 20,65      | 8                | 48068      | 48100        |
| Grèzes                             | 209                      | 16,21      | 13               | 48072      | 48100        |
| Le Buisson                         | 221                      | 24,45      | 9                | 48032      | 48100        |
| Marvejols                          | 4.752                    | 12,45      | 382              | 48092      | 48100        |
| Montrodat                          | 1.168                    | 20,65      | 57               | 48103      | 48100        |
| Palhers                            | 192                      | 8,59       | 22               | 48107      | 48100        |
| Recoules-de-Fumas                  | 99                       | 9,77       | 10               | 48124      | 48100        |
| Saint-Bonnet-de-Chirac             | 72                       | 7,68       | 9                | 48138      | 48100        |
| Saint-Laurent-de-Muret             | 191                      | 46,04      | 4                | 48165      | 48100        |
| Saint-Léger-de-Peyre               | 188                      | 27,35      | 7                | 48168      | 48100        |
| Communauté de communes du Gévaudan | 9.658                    | 264,48     | 37               | –          | –            |